# Іхтіоз Арлекіна
Іхтіоз Арлекіна (плід Арлекіну, іхтіоз плоду, злоякісна кератома, англ. Harlequin-type ichthyosis ) є генетичним захворюванням, яке призводить до потовщення шкіри майже на всьому тілі при народженні. Шкіра утворює великі пластини у формі ромба / трапеції / прямокутника, розділені глибокими тріщинами. Вони впливають на форму повік, носа, рота та вух і обмежують рухи кінцівок. Обмеження рухів грудної клітки може призвести до утруднення дихання. Ці пластини відпадають протягом кількох тижнів. Інші ускладнення можуть включати передчасні пологи, інфекцію, підвищену температуру тіла та зневоднення .Ця форма хвороби є найважчою формою іхтіозу,групи генетичних захворювань,що характеризуються лущенням шкіри(якщо не враховувати синдроми,які включають хворобу іхтіоз,наприклад,синдром Ноя-Лаксової )  .
Іхтіоз Арлекіна викликають мутації в гені ABCA12 ,  ,  . Цей ген кодує білок, необхідний для транспортування ліпідів із клітин зовнішнього шару шкіри. Розлад є аутосомно-рецесивним і успадковується від батьків-носіїв. Хвороба переважно діагностується по зовнішності при народженні та підтверджується генетичним тестуванням. Перед пологами амніоцентез або УЗД можуть підтвердити діагноз.
Немає ліків для цього ж захворювання. На ранньому етапі життя зазвичай потрібен постійний підтримувальний догляд. Лікування може включати зволожувальний крем, антибіотики, етретинат або ретиноїди . Близько половини хворих помирають протягом перших кількох місяців; однак лікування ретиноїдами може збільшити шанси на виживання. Існують свідоцтва про дітей, які прожили набагато більший час [⇨]. Діти, які вижили до першого року життя, часто мають довгострокові проблеми, такі як почервоніння шкіри, контрактури суглобів і затримка росту. Захворювання вражає приблизно 1 з 300 000 новонароджених. Вперше це було задокументовано в щоденниковому записі преподобного Олівера Харта в Америці 1750 року [⇨].

## Історія
Хвороба відома з 1750 року, вперше описана в щоденнику преподобного Олівера Харта з Чарлстона, Південна Кароліна:
«У четвер, 5 квітня 1750 року, я пішов побачити найжалюгіднішу дитину, яку народила напередодні ввечері якась Мері Еванс у „Частауні“. Це було здивуванням для всіх, хто це бачив, і я навряд чи знаю, як це описати. Шкіра була сухою і твердою, здавалося, у багатьох місцях потріскана, чимось нагадуючи риб'ячу луску. Рот був великий, круглий і відкритий. У нього не було зовнішнього носа, а дві дірки там, де мав бути ніс. Очі здавалися грудочками згорнутої крові, вивернуті, розміром із сливу, на які було страшно дивитися. У нього не було зовнішніх вух, але були отвори там, де мали бути вуха. Руки та ноги, здавалося, опухли, були зведені судомами та були досить твердими. Задня частина голови була сильно відкрита. Він видавав дивний звук, дуже тихий, який я не можу описати. Воно прожило близько сорока восьми годин і було живе, коли я його побачив».
В оригіналі на англійській мові :

"On Thursday, April the 5th, 1750, I went to see a most deplorable object of a child, born the night before of one Mary Evans in 'Chas'town. It was surprising to all who beheld it, and I scarcely know how to describe it. The skin was dry and hard and seemed to be cracked in many places, somewhat resembling the scales of a fish. The mouth was large and round and open. It had no external nose, but two holes where the nose should have been. The eyes appeared to be lumps of coagulated blood, turned out, about the bigness of a plum, ghastly to behold. It had no external ears, but holes where the ears should be. The hands and feet appeared to be swollen, were cramped up and felt quite hard. The back part of the head was much open. It made a strange kind of noise, very low, which I cannot describe. It lived about forty-eight hours and was alive when I saw it."
Визначення іхтіозу Арлекіна походить від ромбоподібної форми луски при народженні (нагадує костюм Арлекіно).

## Ознаки та симптоми

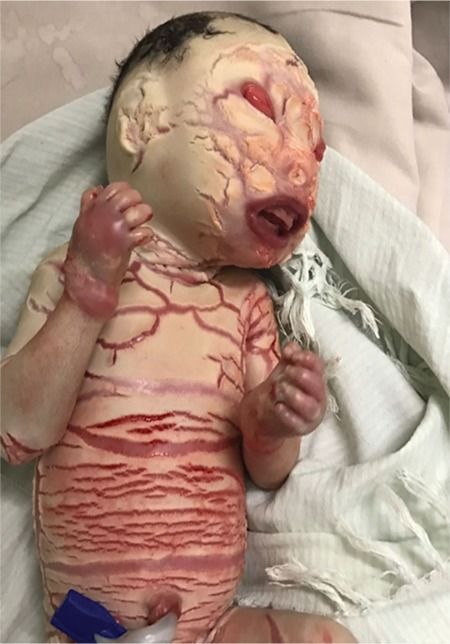
Дитина з іхтіозом Арлекіну.Видно пластини на шкірі,а також зміни зовнішнього виду вух та пальців,що є симптомами іхтіозу Арлекіна

Новонароджені з іхтіозом Арлекіна мають товстий гіперкератоз броньової пластини з тріщинами. У постраждалих спостерігається серйозна деформація черепа та обличчя. Вуха можуть бути дуже слабо розвинені або взагалі відсутні, як і ніс. Повіки можуть бути вивернуті (ектропіон), що робить очі та область навколо них дуже чутливими до інфекції. Діти з таким захворюванням часто кровоточать під час пологів. Губи відтягнуті сухою шкірою (еклабіум).
Суглоби іноді не рухаються і можуть бути меншими за нормальний розмір. У пальцях іноді виявляється гіпоплазія. Іноді також зустрічається полідактилія. Крім того, зовнішній вигляд риб'ячого рота, ротове дихання та місце ксеростомії впливають на людей із надзвичайно високим ризиком розвитку карієсу.
Пацієнти з цим захворюванням надзвичайно чутливі до змін температури через тверду, потріскану шкіру, яка перешкоджає нормальній втраті тепла. Шкіра також обмежує дихання, що перешкоджає грудній стінці розширюватися та втягувати достатньо повітря. Це може призвести до гіповентиляції та дихальної недостатності. Пацієнти часто зневоднені, оскільки їх шкіра погано утримує воду.

## Діагностика
Діагностика іхтіозу Арлекіна ґрунтується як на фізичному огляді, так і на лабораторних дослідженнях. Фізична оцінка при народженні життєво важлива для первинної діагностики іхтіозу Арлекіна. Фізичне обстеження виявляє характерні симптоми захворювання, особливо аномалії поверхні шкіри новонароджених. Аномальні знахідки під час фізичної оцінки зазвичай призводять до використання інших діагностичних тестів для встановлення діагнозу. 
Генетичне тестування є найбільш специфічним діагностичним тестом на іхтіоз Арлекіна. Цей тест виявляє мутацію втрати функції в гені ABCA12. Біопсія шкіри може бути зроблена для оцінки гістологічних характеристик клітин. Гістологічні результати зазвичай виявляють гіперкератотичні клітини шкіри, що призводить до товстого, білого та твердого шару шкіри. 

## Причина

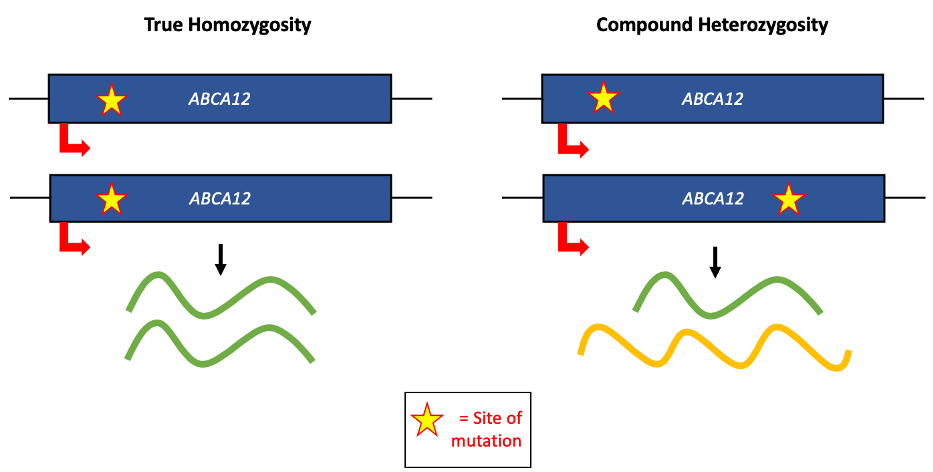
Два генетичних механізми, які можуть призвести до іхтіозу Арлекіна

Іхтіоз Арлекіна спричинений мутацією, пов'язаною з втратою функції гена ABCA12. Цей ген важливий у регуляції синтезу білка для розвитку шкірного покриву. Мутації в гені викликають порушення транспорту ліпідів у шарі шкіри, а також можуть призвести до зморщених версій білків, відповідальних за розвиток шкіри. Менш серйозні мутації призводять до коладієвої мембрани та вродженої іхтіозиформної еритродермії.
ABCA12 — касетний транспортер, що зв'язує АТФ (транспортер ABC), який є членом великого сімейства білків, які гідролізують АТФ для транспортування вантажу через клітинні мембрани. Вважається, що ABCA12 є транспортером ліпідів у кератиноцитах, необхідним для транспортування ліпідів у пластинчасті гранули під час формування ліпідного бар'єра в шкірі.

## Епідеміологія
Цей стан зустрічається приблизно в 1 з 300 000 людей. Як аутосомно-рецесивне захворювання,показники захворіти цією хворобою вищі серед певних етнічних груп населення  з вищою ймовірністю кровного споріднення.

## Лікування
Потрібен постійний догляд для зволоження та захисту шкіри. Твердий зовнішній шар згодом відшаровується, залишаючи відкритими вразливі внутрішні шари дерми. Ранні ускладнення є наслідком інфекції внаслідок тріщин гіперкератотичних пластинок і задишки через фізичне обмеження розширення грудної стінки.
Лікування включає підтримувальний догляд і лікування гіперкератозу та дисфункції шкірного бар'єра. Зазвичай використовується зволожений інкубатор. Інтубація часто необхідна до появи ніздрів. Харчова підтримка за допомогою зондового годування має важливе значення, доки еклабіум не розсмокчеться і немовлята не зможуть почати годувати. Консультація офтальмолога корисна для раннього лікування ектропіону, який спочатку є яскраво вираженим і зникає, коли лусочки відпадають. Потрібне рясне нанесення вазеліну кілька разів на день. Окрім того, слід проводити ретельне видалення констриктивних смуг гіперкератозу, щоб уникнути ішемії пальців.
Повідомлялося про випадки пальцевої самоампутації  або некрозу через звуження шкіри. Розслаблювальні розрізи використовувалися для запобігання цьому хворобливому ускладненню.

## Прогноз
У минулому розлад майже завжди був смертельним через зневоднення, інфекцію (сепсис), обмеження дихання через гальмування або інші пов'язані з цим причини. Найпоширенішою причиною смерті була системна інфекція, і хворі рідко жили довше кількох днів. Проте покращення неонатальної інтенсивної терапії та раннє лікування пероральними ретиноїдами, такими як препарат ізотретиноїн, може покращити виживаність. Було показано, що рання оральна терапія ретиноїдами розм'якшує лусочки та сприяє лущенню . Уже через два тижні щоденного перорального приймання ізотретиноїну тріщини на шкірі можуть загоїтися, а пластинчасті лусочки можуть майже розсмоктатися. Поліпшення стану еклабіуму та ектропіону також можна побачити через кілька тижнів.
Діти, які вижили в неонатальний період, зазвичай розвиваються до менш важкого фенотипу, що нагадує важку вроджену іхтіозиформну еритродермію. Пацієнти продовжують страждати від дисрегуляції температури і можуть мати непереносність спеки та холоду. Пацієнти також можуть мати загальний слабкий ріст волосся, рубцеву алопецію, контрактури пальців, артралгії, затримку розвитку, гіпотиреоз і низький зріст. У деяких пацієнтів розвивається поліартрит з позитивним ревматоїдним фактором. У тих, хто вижив, також може розвинутися луска, схожа на риб'ячу, і утримуватися воскоподібний жовтуватий матеріал у себорейних ділянках, коли вухо прилипає до шкіри голови. 
Найстарішою із відомих тих, хто вижив,є Андреа Аберлі/ англ. Andrea Aberle (1969—2021) —  був її вік 51 рік,коли померла,що зробило її однією з тих людей, як у США, так і в усьому світі, які найдовше прожили з іхтіозом Арлекіна  .Максимальна тривалість життя пацієнтів із цим захворюванням ще не визначена за допомогою нових методів лікування.
Більшість немовлят не живуть більше тижня.Ті,хто виживає,можуть жити від 10 місяців до 51 року завдяки передовій медицині  .
Дослідження, опубліковане у 2011 році в Archives of Dermatology, прийшло до висновку: «Іхтіоз Арлекіна слід розглядати як важке хронічне захворювання, яке не завжди призводить до летального результату. Завдяки покращенню догляду за новонародженими та, ймовірно, ранньому введенню пероральних ретиноїдів кількість тих, хто вижив, зростає».

## Найвідоміші випадки
- Деван Махадео / англ. Devan Mahadeo (11 червня 1985 року — 23 січня 2023 року, 37 років) народився в Тринідаді й Тобаго і прожив 37 років. Він брав участь у Спеціальній Олімпіаді понад 17 років і брав участь як у зимових, так і в літніх іграх. Він завоював срібні медалі з футболу у Дубліні, Ірландія, у 2003 році та Шанхаї, Китай, у 2007 році, бронзу на Зимових іграх 2013 року в Пхенчхані, Південна Корея, і золото на Всесвітніх іграх Спеціальної Олімпіади 2015 року в Лос-Анджелесі, Каліфорнія[28].
- Андреа Аберлі / англ. Andrea Aberle (1969—2021) —  був її вік 51 рік, коли померла, що зробило її однією з тих людей, як у США, так і в усьому світі, які найдовше прожили з іхтіозом Арлекіна. Вона жила в Каліфорнії зі своїм чоловіком до того,як померла від шкірних ускладнень[25].
- Нусріт «Неллі» Шахін / англ. Nusrit "Nelly" Shaheen (народилася в 1984 році, вік 39 років) проживає в Ковентрі, Англія, і була однією з дев'яти дітей у сім'ї пакистанських мусульман. Четверо з восьми її братів і сестер також мали таку ж хворобу, але померли маленькими дітьми. Станом на березень 2023 року Шахін була однією з найстаріших осіб з іхтіозом Арлекіна[29][30].
- Раян Гонсалес / англ. Ryan Gonzalez (народився в 1986 році, вік 37 років)[31] — на цей час друга найстаріша людина з таким захворюванням, яка живе у США. Його було показано в епізоді Medical Incredible.
- Стефані Тернер / англ. Stephanie Turner (1993 року народження — 3  березня 2017 року дата смерті,всього прожила десь 23 роки[32] — 2017[33]) — третя найстаріша у США людина з таким самим захворюванням і перша в історії, яка народила. Двоє дітей Тернер не хворіють[34].
- Мейсону ван Дайку / англ. Mason van Dyk (2013 р.н.), всупереч очікуваній тривалості життя від одного до п'яти днів, станом на січень 2024 року десять років [35]. Лікарі сказали його матері Лізі ван Дайк, що він був першим випадком іхтіозу Арлекіна в Південній Африці, і що у неї є шанс один із чотирьох народити ще одну дитину з цією хворобою[36].
- Хантер Стейніц / англ. Hunter Steinitz (народився 17 жовтня 1994 року, вік 29 років) є одним із лише дванадцяти американців, які живуть із цією хворобою, і про нього розповідає National Geographic «Надзвичайні люди: шкіра»[37].
- Муі Томас / англ. Mui Thomas (народився в 1992 році в Гонконгу) отримав кваліфікацію першого регбійного арбітра з іхтіозом Арлекіна. Вік 31 рік.[38].
- Дитина жіночої статі, яка народилася в Нагпурі, Індія, у червні 2016 року, померла через два дні. Це був перший випадок, зареєстрований в Індії[39][40][41].
- Ханна Беттс / англ. Hannah Betts : народилася 1989 року у Великобританії; померла у 2022 році у віці 32 рік [42].
- Нг По Пенг / англ. Ng Poh Peng народилася в 1991 році в Сінгапурі. Лікарі не сподівалися, що вона доживе до підліткового віку. У 2024 році їй 32 роки[43].
- Еван Фачіано / англ. Evan Fasciano - хлопчик 13 років зі Коннектикуту, США (хлопчик,народжений у 2011 році і,ще живий на даний момент часу) [44][45].

## Галерея

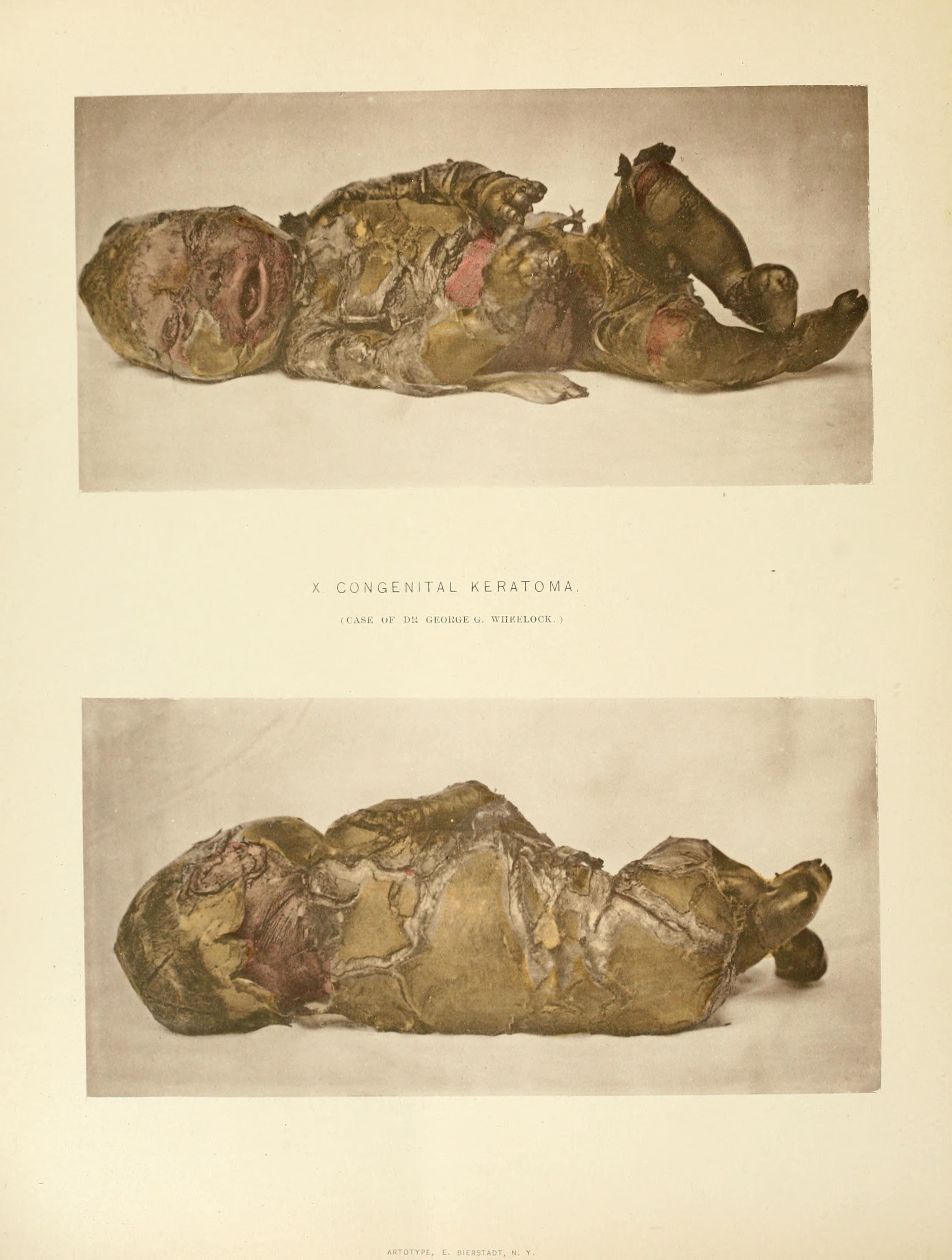
Випадок з немовлям жіночої статі, 1888 рік.
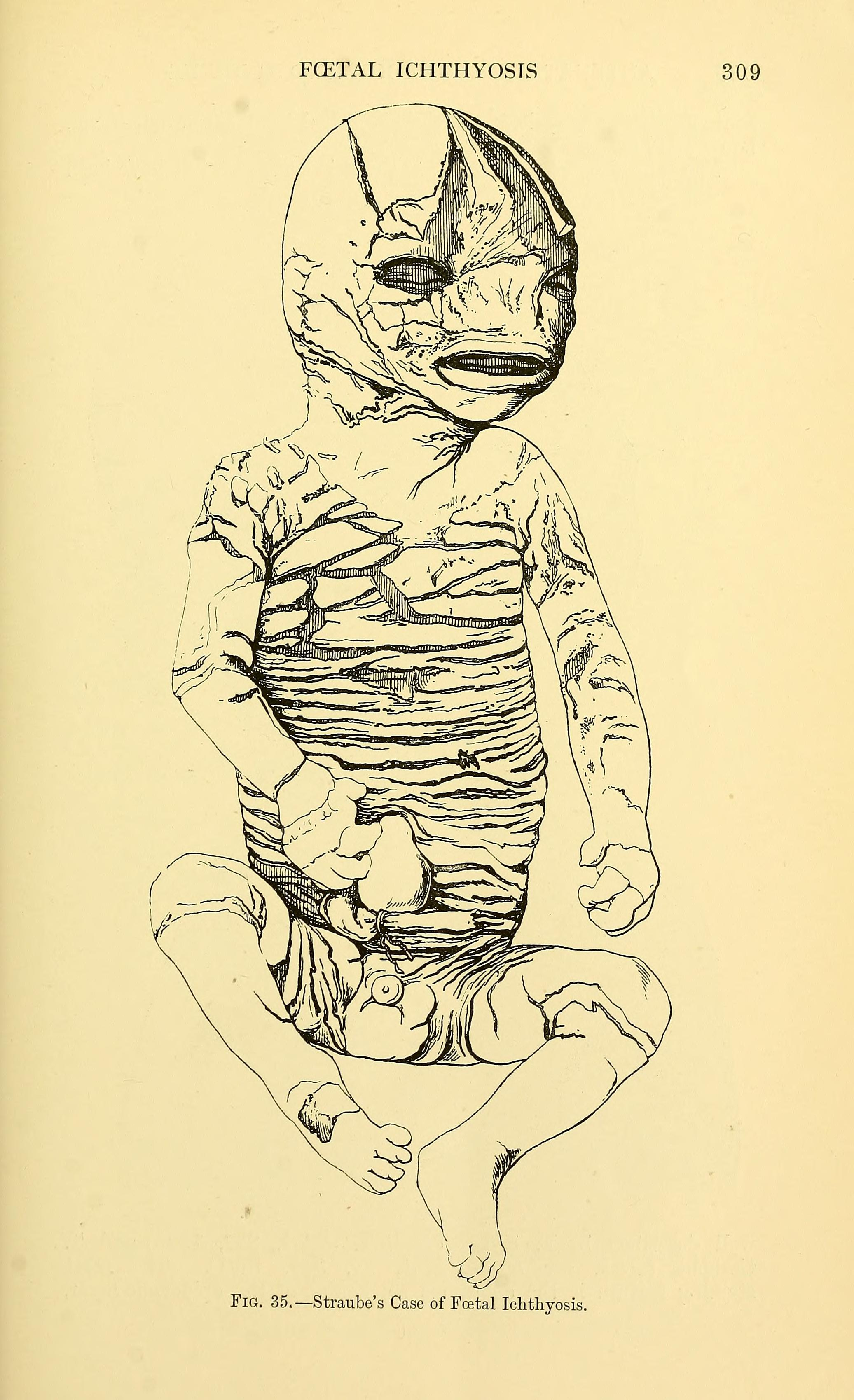
Випадок з немовлям чоловічої статі, 1902 рік.
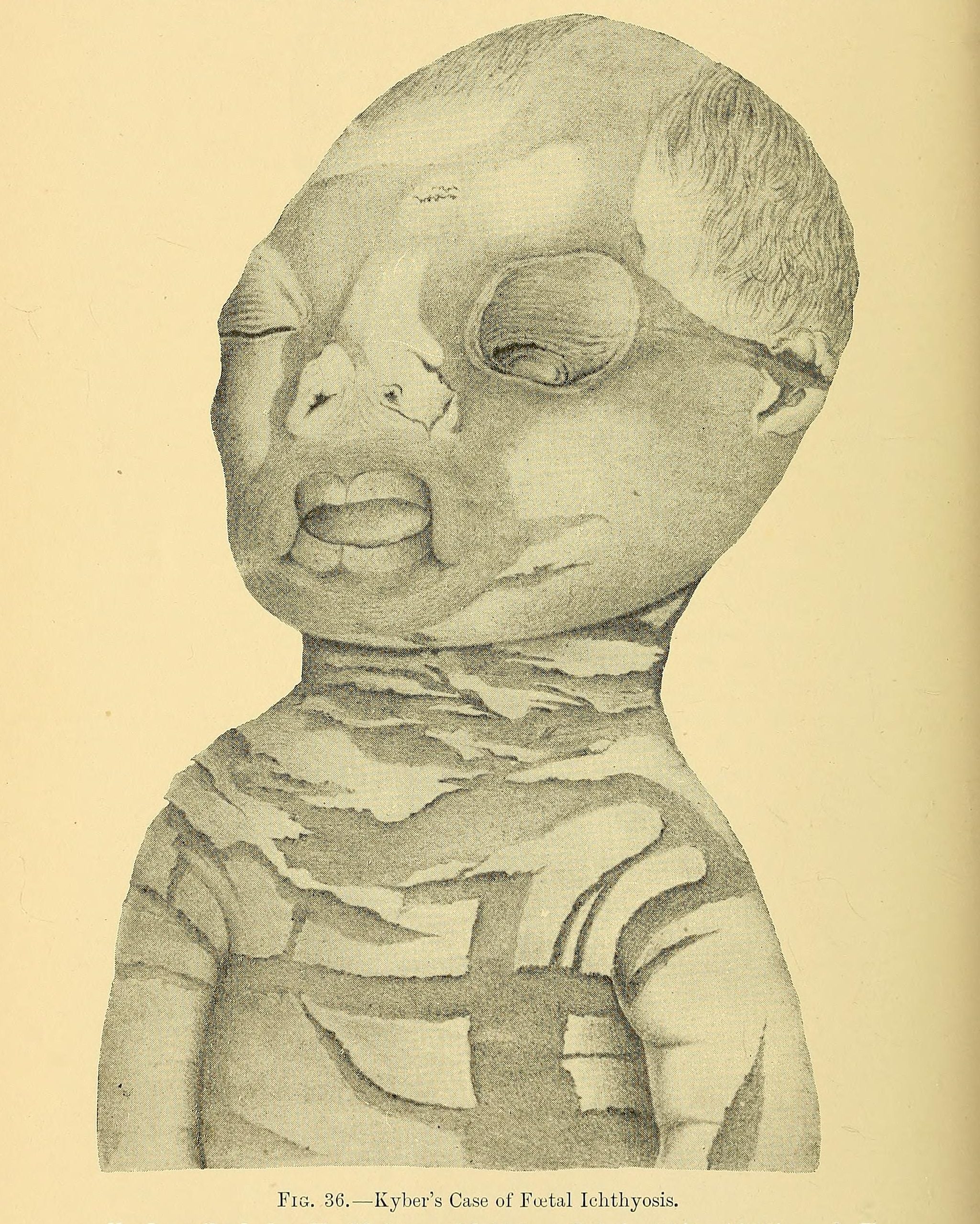
Випадок Іхтіозу Арлекіну, описаний Е. Кібером в 1902 році.
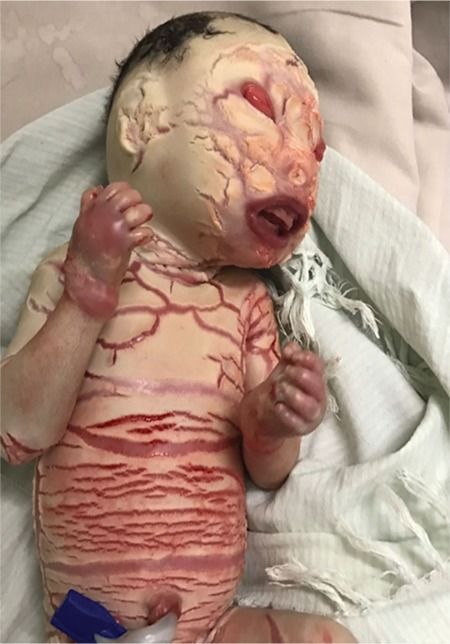
Немовля з іхтіозом Арлекіна.
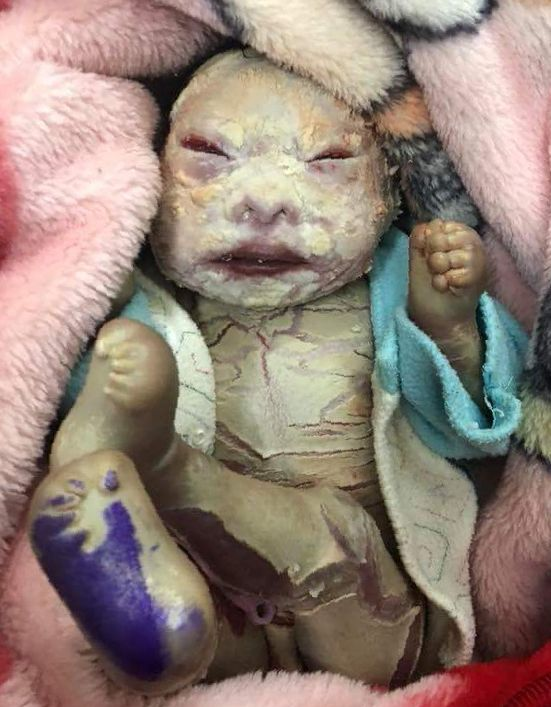
Немовля з іхтіозом Арлекіна.
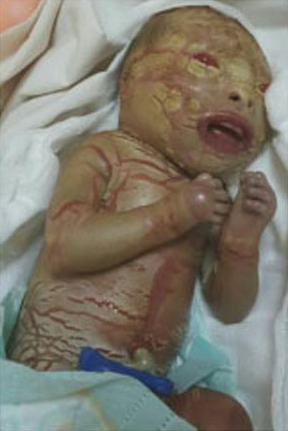
Іхтіоз Арлекіна у немовляти.
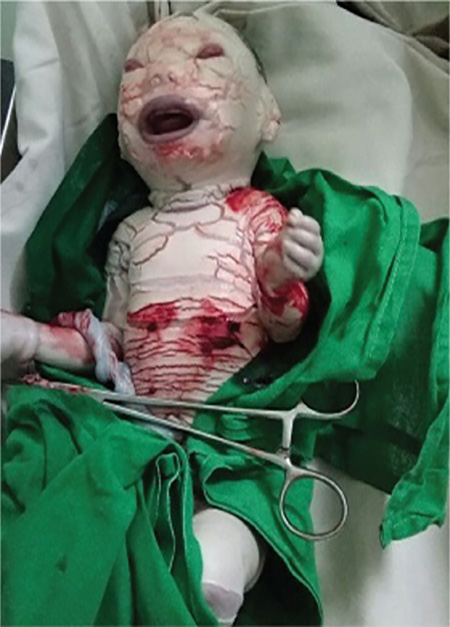
Іхтіоз Арлекіна у немовляти чоловічої статі.
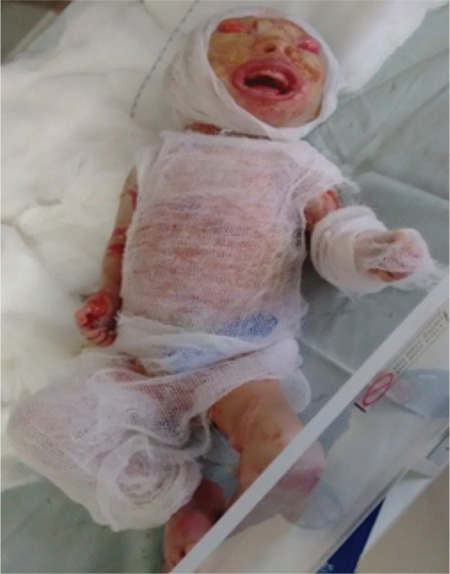
Немовля з іхтіозом Арлекіна, покрите стерильною марлею.
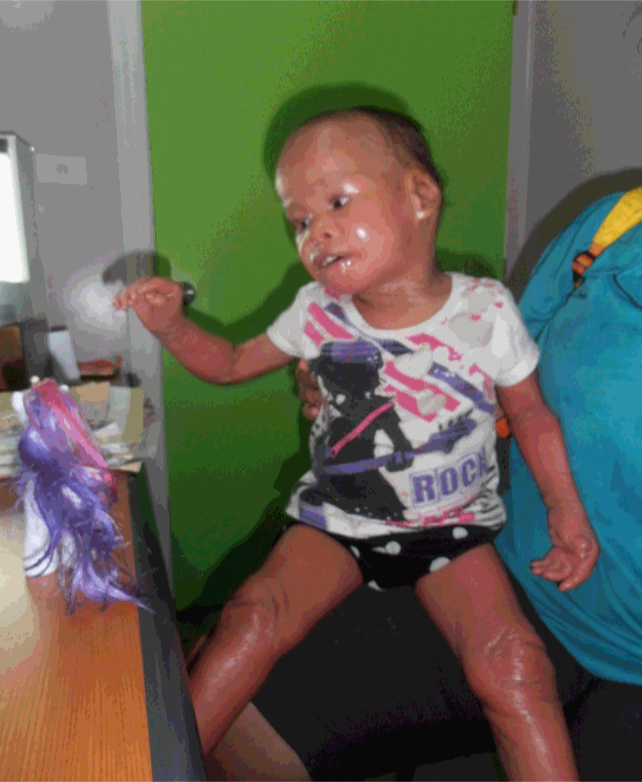
Іхтіоз Арлекіна в дівчинки 3 років, ороговілі лусочки майже повністю відпали.